# Saint-Genis-du-Bois
Saint-Genis-du-Bois – miejscowość i gmina we Francji, w regionie Nowa Akwitania, w departamencie Żyronda. Nazwa miejscowości pochodzi od imienia św. Genezjusza.
Według danych na rok 1990 gminę zamieszkiwały 83 osoby, a gęstość zaludnienia wynosiła 35 osób/km² (wśród 2290 gmin Akwitanii Saint-Genis-du-Bois plasuje się na 1092. miejscu pod względem liczby ludności, natomiast pod względem powierzchni na miejscu 1557.).